# دوبرا پولیانا
دوبرا پولیانا (به بلغاری: Dobra Polyana) یک منطقهٔ مسکونی در بلغارستان است که در Ruen واقع شده‌است.